# Comté de Logan (Nebraska)
Pour les articles homonymes, voir Comté de Logan.
Le comté de Logan est un comté de l'État du Nebraska, aux États-Unis. Son siège est la ville de Stapleton.